# Volocopter
Volocopter est une société allemande à Bruchsal, qui développe, teste et réalise des appareils volants (drones), à propulsion électrique, des eVTOL.

## Historique
En octobre 2011, Volocopter présente un premier prototype d'aéronef à propulsion électrique avec 16 moteurs, baptisé VC1. Son successeur, le modèle VC2, dispose de 18 moteurs suspendus autour d'un châssis en aluminium doté d'un siège central, de batteries, et d'unités de gestion de batterie. Cette preuve de concept est utilisée pour développer le modèle VC Evolution 2P, un Volocopter fermé pour deux passagers avec des capacités de portée et de poids plus importantes. Le VC2 fait l'objet d'un vol de démonstration en novembre 2013 à Karlsruhe, en Allemagne. 
Après que le Ministère fédéral de l'Économie a approuvé un financement de plus de deux millions d'euros à la mi-2012, le développement d'un prototype approuvé, le VC200, commence. Un autre vol de démonstration a lieu au-dessus de Dubaï, sans passager. L'émirat est notamment intéressé par ces appareils pour un service de taxis volants et envisage alors l'ouverture du service vers 2021,,. 
La société est basée à l'aéroport de Bruchsal depuis 2016, où travaille le co-développeur DG Flugzeugbau, et où la cellule des modèles VC200 et 2X est fabriquée en construction légère avec un polymère renforcé de fibres de carbone. 
En 2020, Volocopter reçoit son certificat de navigabilité en Allemagne, suivi par une certification par les autorités finlandaises. En mars 2021, Volocopter lève 200 millions d'euros en série D, totalisant ainsi 322 millions d'euros de financements depuis sa création.
Faute d'avoir réussi son projet-phare, faire voler ses taxis volants pour les Jeux olympiques de Paris, l'entreprise a dû se résoudre à déposer une procédure d'insolvabilité le 26 décembre 2024 auprès du tribunal de Karlsruhe.

## Aéronefs Volocopter

### Conception
Contrairement aux hélicoptères normaux, les Volocopters n'ont pas besoin de composants mécaniques tels que des plateaux cycliques, un réglage des pales, un rotor anticouple ou un gouvernail. Les hélices sont fixées aux moteurs. Les changements de flottabilité ou de propulsion se font uniquement en augmentant ou en diminuant le régime moteur respectif. Si la vitesse de tous les moteurs augmente ou diminue en même temps, le Volocopter monte ou descend (décollage et atterrissage verticaux). Le contrôle est basé sur le principe du fly-by-wire avec un joystick. Le contrôle automatique de position et le contrôle de direction prennent en charge plusieurs ordinateurs indépendants et à surveillance mutuelle (redondance). Ils régulent également la vitesse de chaque moteur séparément.[réf. nécessaire]

### Classification
Avec une masse de décollage de 600 kg, le Volocopter est officiellement un Planeur ultra-léger motorisé. Cette catégorie comprend des avions à commande aérodynamique ainsi que des hélicoptères ultra-légers et des hélicoptères. Pour pouvoir les piloter, en Allemagne, il faut seulement avoir une licence de pilote sportif. Parce que le Volocopter ne peut pas être homologué comme hélicoptère, Volocopter vise la catégorie des avions ultra-légers pour les associations compétentes de l’Association allemande de vol ultra-léger et de l’Aéro Club allemand, afin que l'Office fédéral allemand de l'aviation civile crée une catégorie d’aéronefs distincte. Il s’agit d’empêcher que les Volocopters ne soient pilotés qu’avec un permis d’hélicoptère. En même temps, des règlements de construction appropriés et les règlements de l’entreprise doivent être créés ainsi que l'élaboration d'un règlement sur la formation. L'Agence européenne de la sécurité aérienne (AESA) a publié en juillet 2019 des nouvelles réglementations ciblant les petits appareils à décollage et atterrissage vertical (SC-VTOL pour small-category VTOL).

### Drones de passagers

#### VC 1

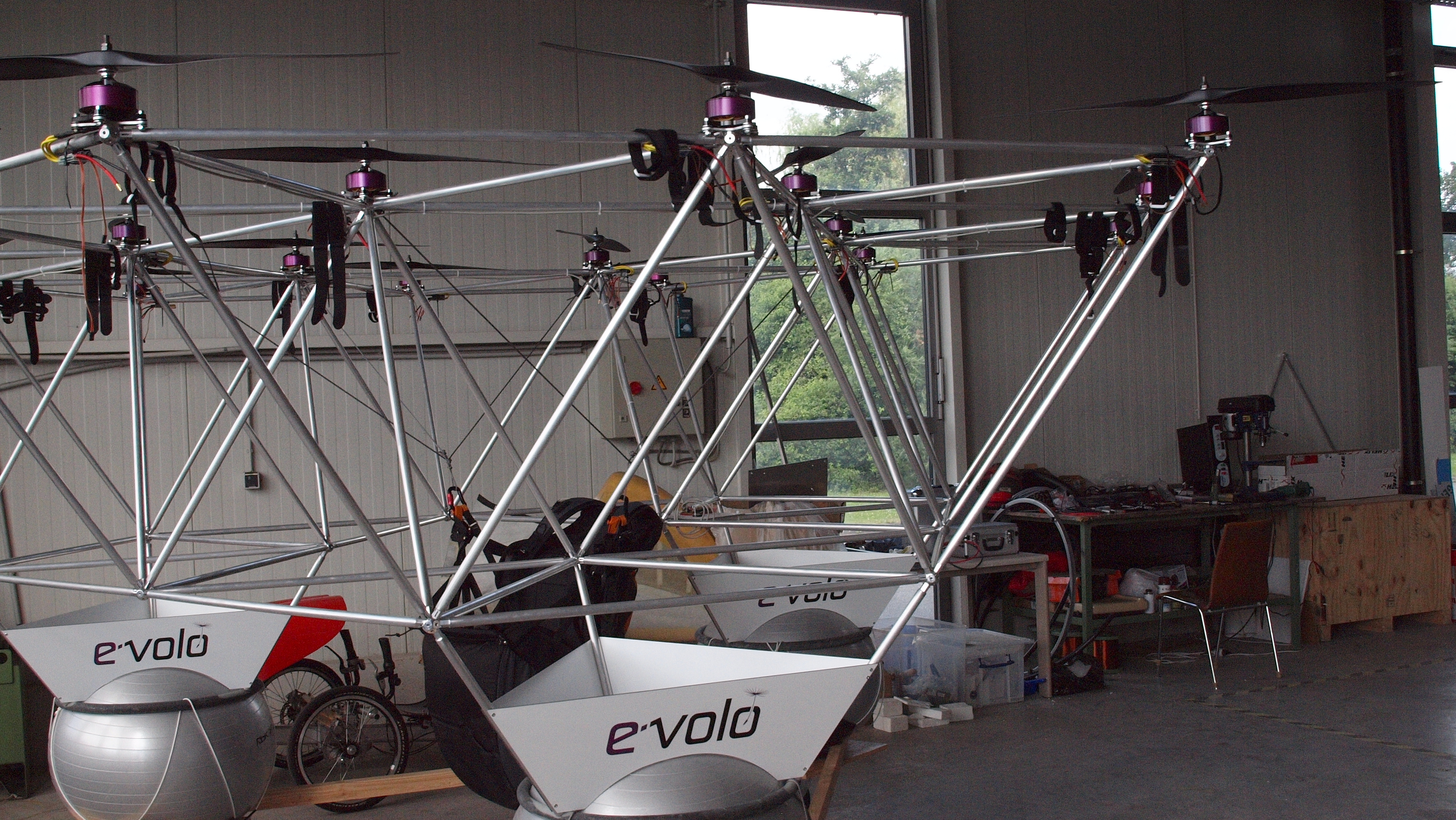
Volocopter VC1

Avec le VC 1, le cofondateur de la compagnie Thomas Senkelle, a fait le premier vol habité au monde avec un hélicoptère tout électrique en octobre 2011.

#### VC200 / 2X

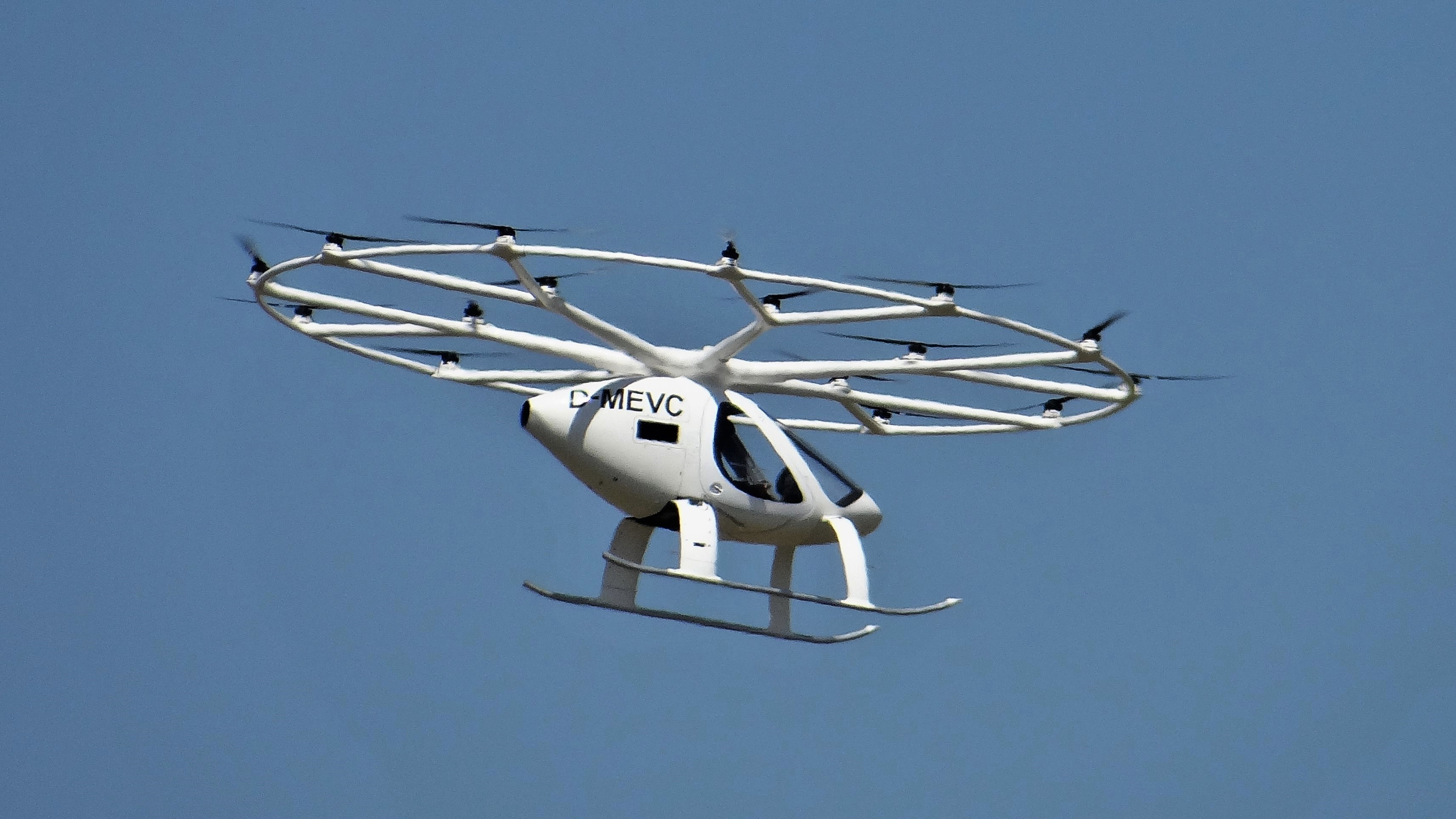
Volocopter 2X en vol, Le Bourget, 2023

À la suite de l’engagement de financement de la BMWi, Volocopter a construit le VC200 biplace, qui est équipé de 18 moteurs individuels. L’objectif du développement était de créer un Volocopter biplace approuvé en janvier 2013. Il est basé sur l’étude conceptuelle VC Evolution 2P.
Le premier vol sans pilote du prototype a eu lieu à Karlsruhe le 17 novembre 2013. La société a présenté un prototype du VC200 En avril 2014 au salon aéronautique AERO Friedrichshafen. Le premier vol habité a été effectué par Alexander Zosel le 30 mars 2016. Depuis lors, la compagnie a obtenu l'approbation préliminaire de vol pour l'appareil. La production en série du Volocopter 2X a commencé en avril 2017. Le Volocopter 2X n'était pas seulement une version modifiée du prototype VC200, mais un développement complètement nouveau dans toutes les pièces. À l'automne 2017, un programme de test de cinq ans a commencé à Dubaï. Une opération ciblée de taxis aériens autonomes comme transports publics doit être testée. Le 14 septembre 2019, le premier vol libre de l'appareil, toujours inoccupé, a eu lieu en Allemagne (Stuttgart).
Les modèles VC200 et 2X sont équipés d'un parachute balistique. C'est une nouveauté pour les hélicoptères. Avec les hélicoptères normaux et les autogires, l'utilisation d'un système de sauvetage global n'est pas possible, parce que le déploiement est bloqué par le rotor principal. Un hélicoptère et un autogire sont cependant capables de planer sans aide du moteur afin d'atterrir en douceur. 
En 2018, ADAC services médicaux aériens a annoncé qu'il testait Volocopter dans les régions de Bavière et de Rhénanie-Palatinat en tant qu'aide médicale urgente.
En novembre 2021, un premier essai du 2X est réalisé avec des passagers en Corée du Sud.
Le premier vol avec passagers en France, pour des essais, a lieu le 21 mars 2022 à l'aéroport de Pontoise - Cormeilles-en-Vexin.

##### Caractéristiques techniques
| Nombre caractéristique      | Les données (Avril 2017)                                          |
| --------------------------- | ----------------------------------------------------------------- |
| Pilote                      | 1 / pilotage automatique                                          |
| Passagers                   | 2 passagers                                                       |
| Diamètre                    | 9,15 m                                                            |
| Diamètre de rotor unique    | 2,3 m                                                             |
| Hauteur                     | 2,0 m                                                             |
| Charge utile                | 150 kg                                                            |
| Poids à vide                | 300 kg                                                            |
| Vitesse de croisière        | 100 km/h                                                          |
| Masse maximale au décollage | 450 kg                                                            |
| Portée                      | 35 km                                                             |
| Motorisation                | 18 x 3,9 kW moteurs électrique CC sans balais, 18 hélices 2 pales |

#### VoloCity

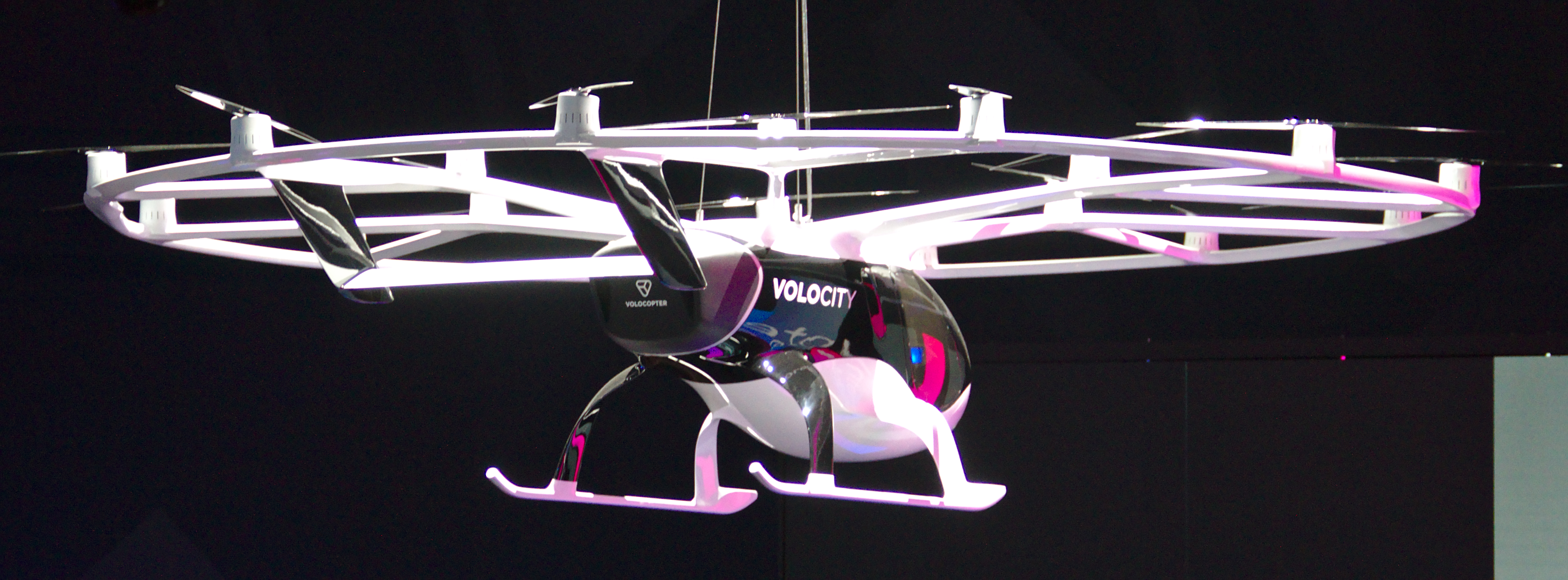
VoloCity, IAA 2019

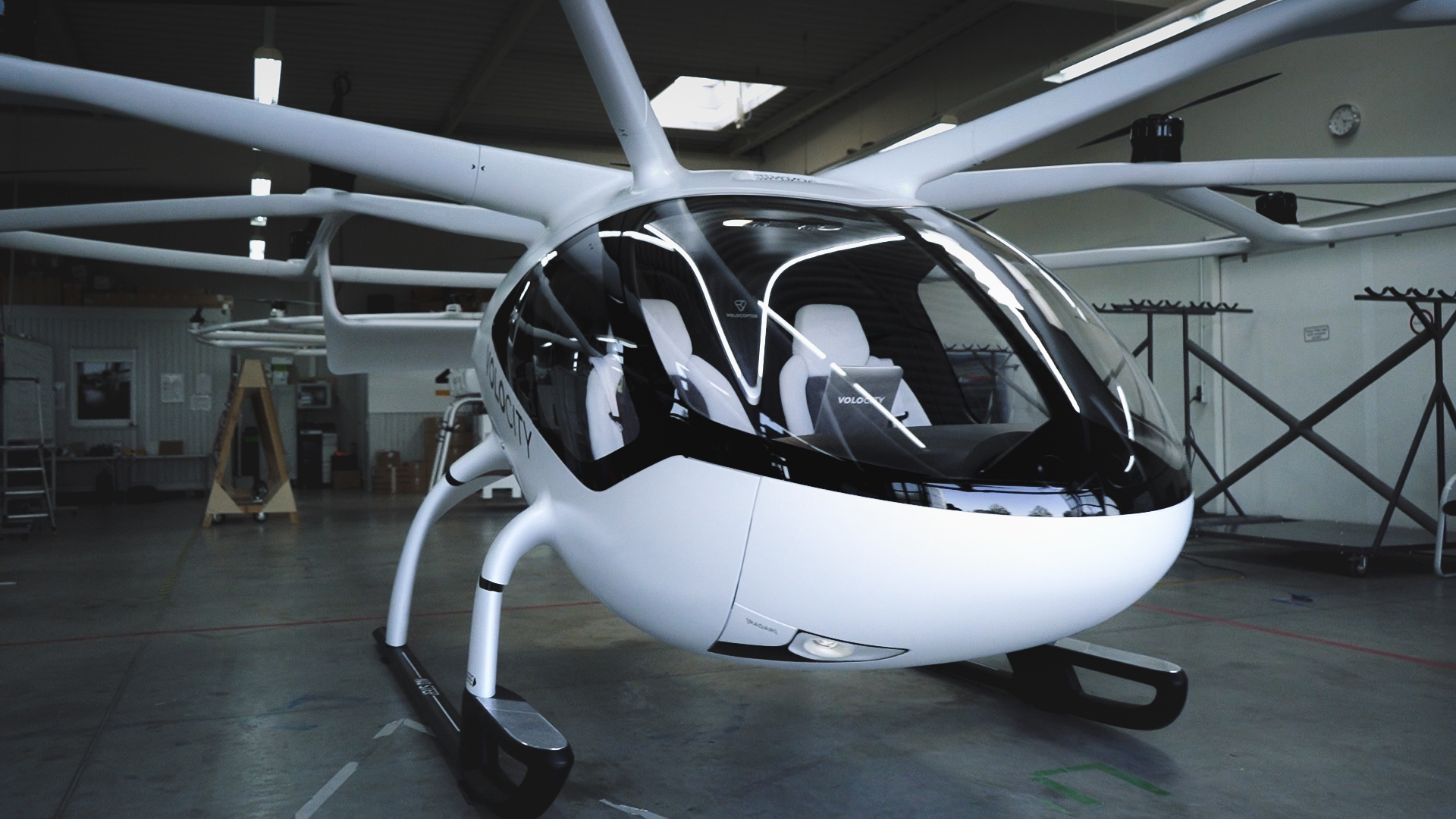
VoloCity

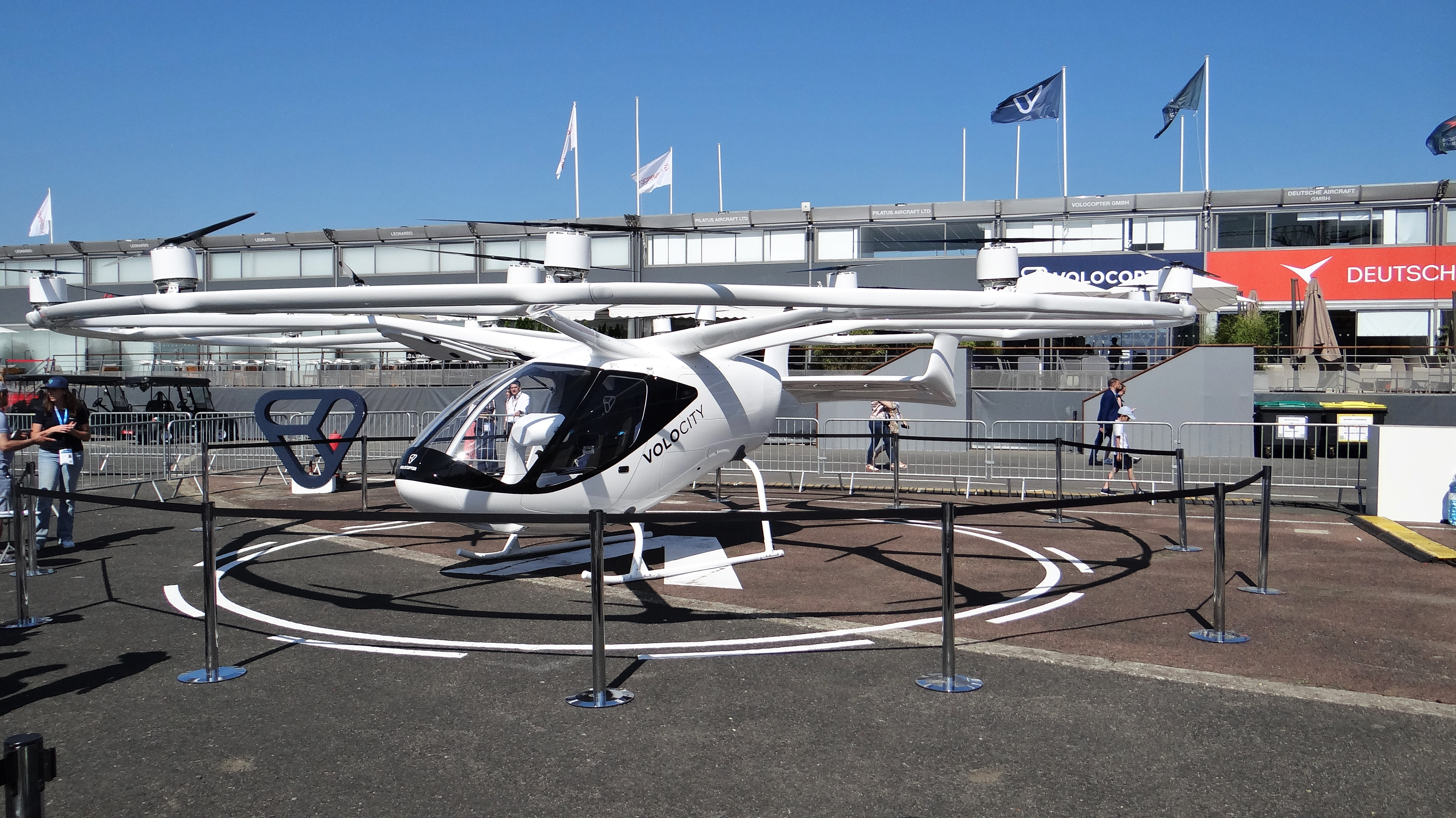
VoloCity Salon international de l'aéronautique et de l'espace de Paris-Le Bourget, 2023

VoloCity est la quatrième génération de Volocopter et le premier modèle de production de ses drones. Il est équipé de deux dérives pour maintenir la direction du vol plus stable. Le dispositif est conforme à la réglementation SC-VTOL publiée par l’AESA en juillet 2019.

##### Caractéristiques techniques
| Nombre caractéristique      | Les données                                                               |
| --------------------------- | ------------------------------------------------------------------------- |
| Pilote                      | 1 / pilotage automatique                                                  |
| Passagers                   | 1 plus bagages, futur mode autonome 2 passagers, bagages et pas de pilote |
| Diamètre                    | 9,2 m                                                                     |
| Diamètre de rotor unique    | 2,3 m                                                                     |
| Hauteur                     | 2,3 m                                                                     |
| Charge utile                | 200 kg                                                                    |
| Poids à vide                | 700 kg                                                                    |
| Masse maximale au décollage | 900 kg                                                                    |
| Vitesse de croisière        | 100 km/h                                                                  |
| Vitesse maximale            | 110 km/h                                                                  |
| Portée                      | 35 km                                                                     |
| Motorisation                | 18 moteurs électrique CC sans balais, 18 hélices 2 pales                  |

#### VoloConnect

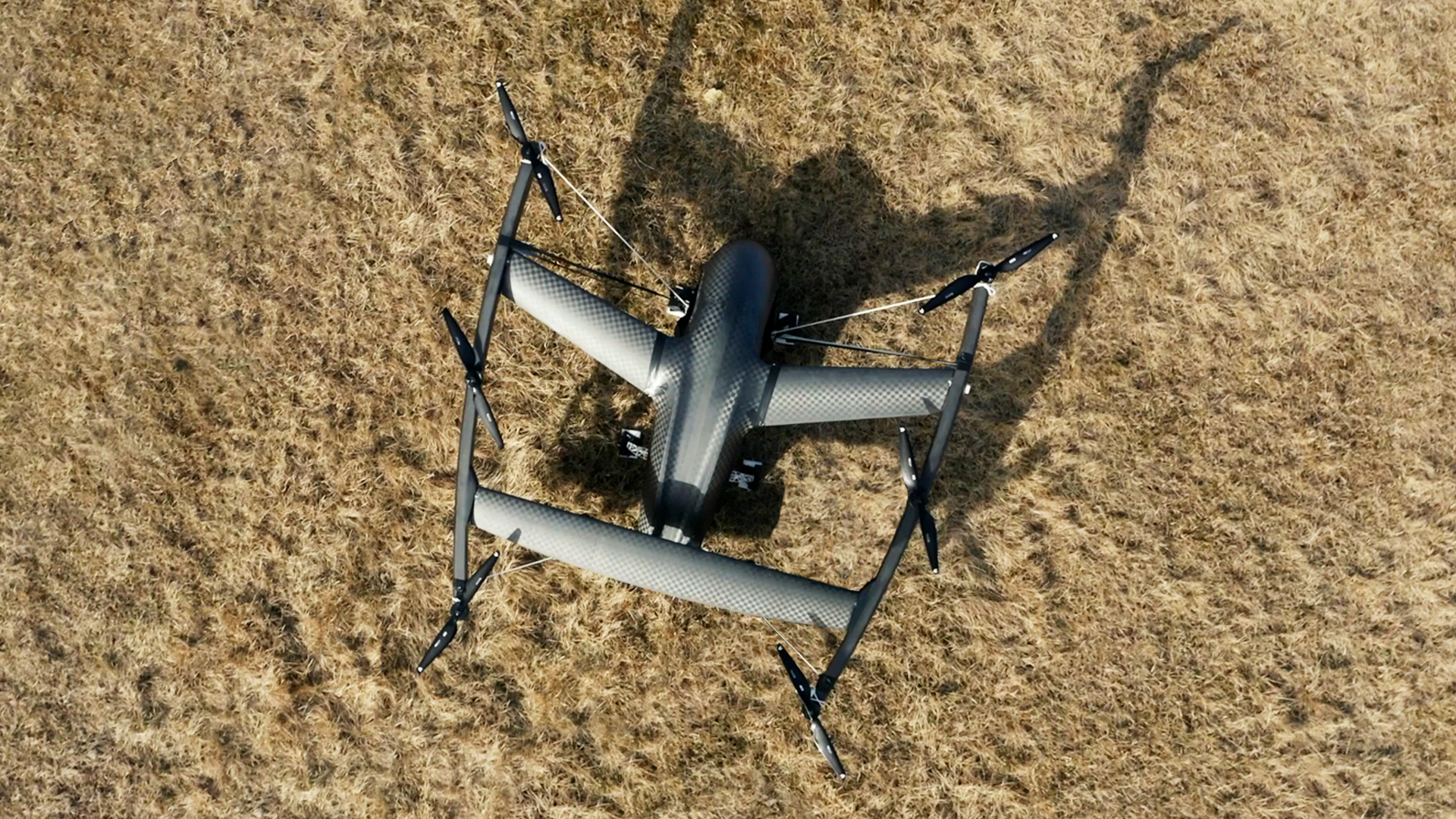
modèle VoloConnect 2021

Le VoloConnect a des ailes.

##### Caractéristiques techniques
| Nombre caractéristique      | Les données                                        |
| --------------------------- | -------------------------------------------------- |
| Pilote                      | 1 / pilotage automatique                           |
| Passagers                   | 4 passagers, bagages et pas de pilote              |
| Charge utile                | 300 - 400 kg                                       |
| Poids à vide                | 700 kg                                             |
| Masse maximale au décollage | 1100 kg                                            |
| Vitesse de croisière        | 180 km/h                                           |
| Vitesse maximale            | 250 km/h                                           |
| Portée                      | 100 km                                             |
| Motorisation                | 6 + 2 moteurs électrique CC sans balais, 8 hélices |

### Drones

#### VoloDrone

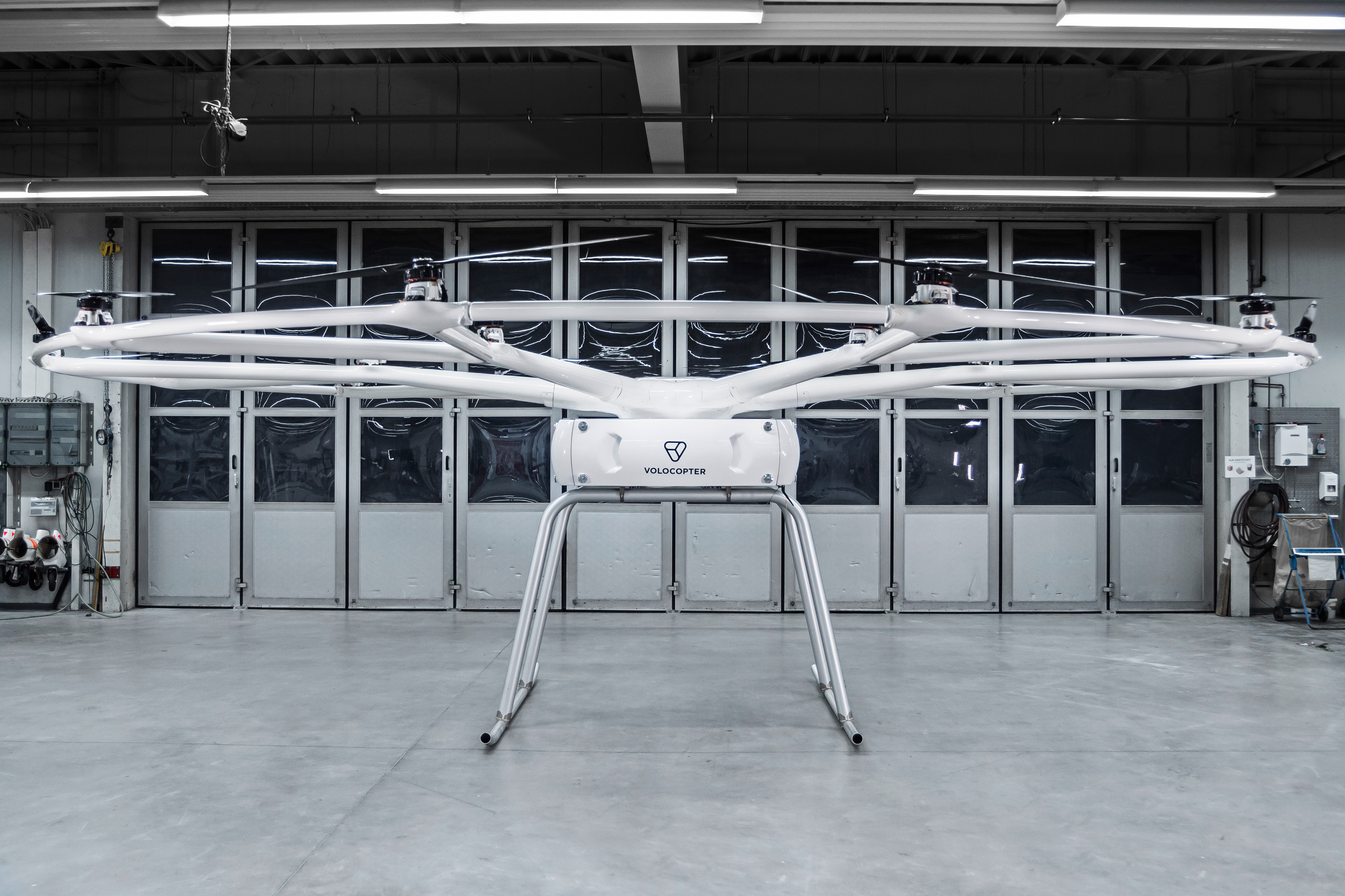
VoloDrone

Volocopter a développé un drone de charge en 2019. Il est prévu pour des charges plus petites jusqu'à 200 kg, qui peuvent être transportées jusqu'à 40 km/h. En novembre 2019 à Agritechnica, Volocopter et l'entreprise voisine de machines agricoles John Deere ont présenté un drone d'extrémité de charge. Il est conçu pour la pulvérisation de fongicides et d'insecticides.

##### Caractéristiques techniques
| Nombre caractéristique      | Les données                                                       |
| --------------------------- | ----------------------------------------------------------------- |
| Pilote                      | pilotage automatique                                              |
| Passagers                   | 0                                                                 |
| Diamètre                    | 11,3 m                                                            |
| Diamètre de rotor unique    | 2,3 m                                                             |
| Hauteur                     | 2,5 m                                                             |
| Charge utile                | 200 kg                                                            |
| Capacités de charge utile   | caisse, élingue, pulvérisateur, épandeur, équipement personnalisé |
| Poids à vide                | 700 kg                                                            |
| Masse maximale au décollage | 900 kg                                                            |
| Vitesse de croisière        | 80 km/h                                                           |
| Vitesse maximale            | 110 km/h                                                          |
| Portée                      | 35 km                                                             |
| Endurance                   | 30 minutes                                                        |
| Motorisation                | 18 moteurs électrique CC sans balais, 18 hélices 2 pales          |

## Projet de recherche efeuCampus
Sur l'efeuCampus situé à Bruchsal, Volocopter teste avec des partenaires tels que l'Institut de technologie de Karlsruhe, SEW USOCOME ou Schenker AG des véhicules sans émission et autonomes pour la logistique du fret urbain. Le Living lab est financé par l'Union européenne et le Land de Bade-Wurtemberg.